# 那不勒斯獒犬
那不勒斯獒犬（義大利語：Mastino Napoletano）属于古老的品种，步伐如熊一般缓慢、沉重。与其他品种的獒犬类似，都有非常大的头。如果不考虑身为斗犬时挑衅性十足的那段历史，特别是对熟人而言，可说是安静、温和友善的动物。

## 历史

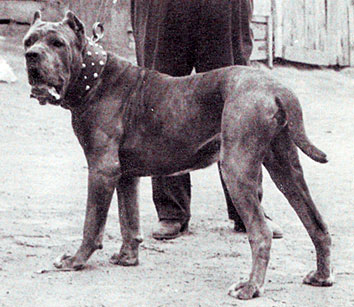
那不勒斯獒犬(摄于1946)

自古希臘時代始，就已经存在了。它們的祖先可能是古羅馬的角鬥犬，在意大利南部被作為工作犬餵養。其巨大的力量，可看出是专门培育的斗犬，另外还是警卫犬，以及可以拉小车的负重犬。但是到1946年，画家皮罗·斯堪查尼才开始推行拯救这个品种的有关措施，他成立这个品种的养狗人俱乐部以帮助其生存繁衍。

## 身体结构
突出的垂肉于头上折叠地伸展到颈部，因而造成了多层脸颊的外貌。 被毛短、濃密而堅硬、光滑、質地好。全身的皮膚是鬆弛的，有許多摺疊處，頭部有皺紋。顏色可以是灰色、黑色、棕色和更淺的淺黃褐色。身高约65-75厘米，体重约50-68公斤。

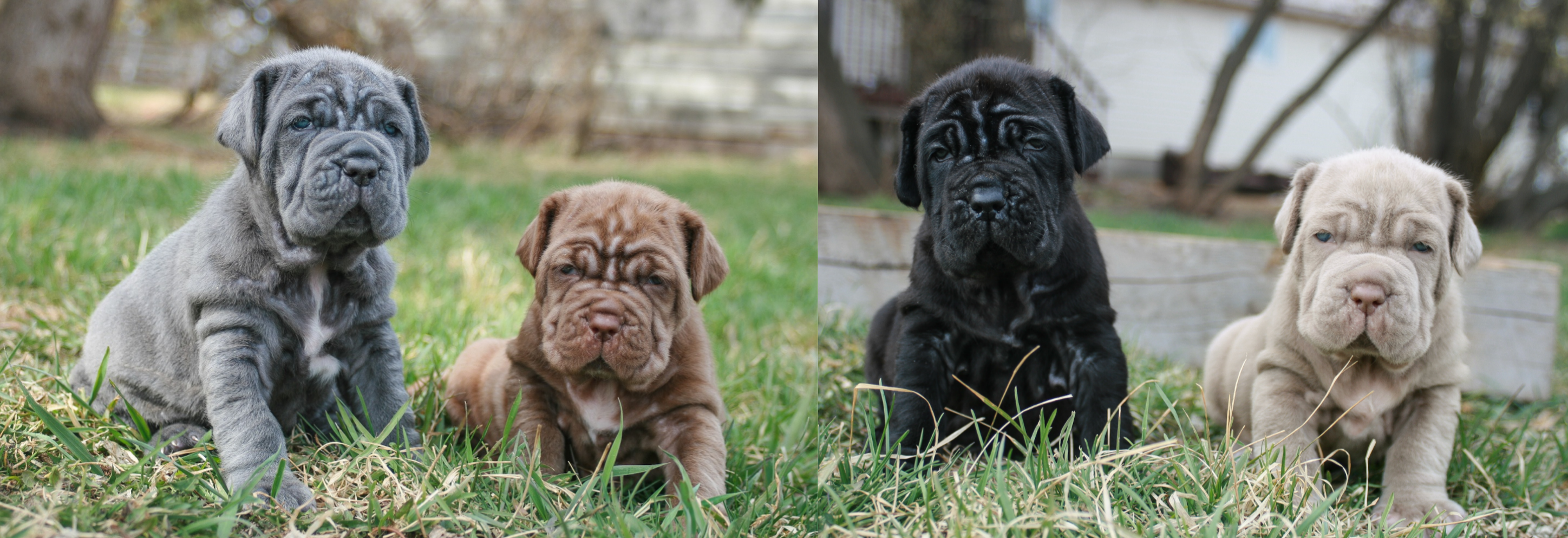
幼犬

## 饲养限制
大多数国家与地区都列為危險或具攻擊性犬種，限制飼養。

#### 香港特別行政區
嚴格进行限養，不允許在大街遛狗和出入公共場所。

#### 臺灣
要求這種犬隻必須戴上口罩，有成年人伴同，才能出入公共場所。

## 外部連結
- https://www.akc.org/dog-breeds/neapolitan-mastiff/ （页面存档备份，存于）